# Cabela's Deer Hunt: 2005 Season
Cabela's Ultimate Deer Hunt es el primero en ser lanzado en la serie Ultimate Deer Hunt. Fue desarrollado por Fusion Interactive y lanzado el 3 de septiembre de 2001.
El juego fue publicado por Activision, junto con la empresa de suministros de caza Cabela's.